# Міжнародний кубок чемпіонів 2018
Міжнародний Кубок чемпіонів 2018 (англ. International Champions Cup, ICC) — шостий розіграш Міжнародного кубку чемпіонів. Вібувся у період з 20 липня по 11 серпня 2018 року.

## Команди
У розіграші беруть участь 18 топ-команд з провідних європейських чемпіонатів. Склад учасників був оголошений у чотири хвилі 10, 11, 12 та 17 квітня 2018 року. 18 червня серед складу команд відбулися зміни, французький Олімпік Ліон замінив Севілью. 
| Країна     | Клуб              |
| ---------- | ----------------- |
| Англія     | Арсенал           |
| Англія     | Челсі             |
| Англія     | Ліверпуль         |
| Англія     | Манчестер Сіті    |
| Англія     | Манчестер Юнайтед |
| Англія     | Тоттенгем Готспур |
| Франція    | Олімпік Ліон      |
| Франція    | Парі Сен-Жермен   |
| Німеччина  | Баварія           |
| Німеччина  | Боруссія Дортмунд |
| Італія     | Інтернаціонале    |
| Італія     | Ювентус           |
| Італія     | Мілан             |
| Італія     | Рома              |
| Португалія | Бенфіка           |
| Іспанія    | Атлетіко Мадрид   |
| Іспанія    | Барселона         |
| Іспанія    | Реал Мадрид       |

## Стадіони
Базові 22 стадіони Міжнародного кубку чемпіонів 2018 було анонсовано 13 та 17 квітня 2018 року, однак пізніше до них долучився ще один .Таким чином турнір прийняли 15 арен у Сполучених Штатах Америки, 7 в Європі та 1 у Сингапурі.
Після того, як Олімпік Ліон замінив Севілью у змаганнях, Матчі, що мали відбутися у Варшаві та Цюриху, було скасовано та замінено на матчі у Лондоні та Фару-Лоле. Два матчі, які мало грати Челсі, було перенесено з Гетеборга та Сульна до Ніцци та Дубліна відповідно.
| Енн-Арбор          | Арлінгтон | Карсон | Шарлотт | Чикаго | Іст-Ратерфорд     |
| ------------------ | --- | --- | --- | --- | ----------------- |
| Мічиган Стедіум    | AT&T Стедіум | СтабХаб Центр | Бенк оф Америка Стедіум | Солджер-філд | Мет-Лайф Стедіум  |
| Місткість: 107,601 | Місткість: 80,000 | Місткість: 27,000 | Місткість: 75,525 | Місткість: 61,500 | Місткість: 82,500 |
|                    | | | | |                   |
| Гаррісон           | Енн-Арбор Арлінгтон Карсон (Каліфорнія) Шарлотт (Північна Кароліна) Чикаго Іст-Ратерфорд Гаррісон (Нью-Джерсі) Ландовер Маямі-Ґарденс Міннеаполіс Пасадена (Каліфорнія) Філадельфія Піттсбург Сан-Дієго Санта-Клара (Каліфорнія)Міжнародний кубок чемпіонів 2018 (США) | Енн-Арбор Арлінгтон Карсон (Каліфорнія) Шарлотт (Північна Кароліна) Чикаго Іст-Ратерфорд Гаррісон (Нью-Джерсі) Ландовер Маямі-Ґарденс Міннеаполіс Пасадена (Каліфорнія) Філадельфія Піттсбург Сан-Дієго Санта-Клара (Каліфорнія)Міжнародний кубок чемпіонів 2018 (США) | Енн-Арбор Арлінгтон Карсон (Каліфорнія) Шарлотт (Північна Кароліна) Чикаго Іст-Ратерфорд Гаррісон (Нью-Джерсі) Ландовер Маямі-Ґарденс Міннеаполіс Пасадена (Каліфорнія) Філадельфія Піттсбург Сан-Дієго Санта-Клара (Каліфорнія)Міжнародний кубок чемпіонів 2018 (США) | Енн-Арбор Арлінгтон Карсон (Каліфорнія) Шарлотт (Північна Кароліна) Чикаго Іст-Ратерфорд Гаррісон (Нью-Джерсі) Ландовер Маямі-Ґарденс Міннеаполіс Пасадена (Каліфорнія) Філадельфія Піттсбург Сан-Дієго Санта-Клара (Каліфорнія)Міжнародний кубок чемпіонів 2018 (США) | Ландовер          |
| Ред Булл Арена     | Енн-Арбор Арлінгтон Карсон (Каліфорнія) Шарлотт (Північна Кароліна) Чикаго Іст-Ратерфорд Гаррісон (Нью-Джерсі) Ландовер Маямі-Ґарденс Міннеаполіс Пасадена (Каліфорнія) Філадельфія Піттсбург Сан-Дієго Санта-Клара (Каліфорнія)Міжнародний кубок чемпіонів 2018 (США) | Енн-Арбор Арлінгтон Карсон (Каліфорнія) Шарлотт (Північна Кароліна) Чикаго Іст-Ратерфорд Гаррісон (Нью-Джерсі) Ландовер Маямі-Ґарденс Міннеаполіс Пасадена (Каліфорнія) Філадельфія Піттсбург Сан-Дієго Санта-Клара (Каліфорнія)Міжнародний кубок чемпіонів 2018 (США) | Енн-Арбор Арлінгтон Карсон (Каліфорнія) Шарлотт (Північна Кароліна) Чикаго Іст-Ратерфорд Гаррісон (Нью-Джерсі) Ландовер Маямі-Ґарденс Міннеаполіс Пасадена (Каліфорнія) Філадельфія Піттсбург Сан-Дієго Санта-Клара (Каліфорнія)Міжнародний кубок чемпіонів 2018 (США) | Енн-Арбор Арлінгтон Карсон (Каліфорнія) Шарлотт (Північна Кароліна) Чикаго Іст-Ратерфорд Гаррісон (Нью-Джерсі) Ландовер Маямі-Ґарденс Міннеаполіс Пасадена (Каліфорнія) Філадельфія Піттсбург Сан-Дієго Санта-Клара (Каліфорнія)Міжнародний кубок чемпіонів 2018 (США) | FedEx Філд        |
| Місткість: 26,104  | Енн-Арбор Арлінгтон Карсон (Каліфорнія) Шарлотт (Північна Кароліна) Чикаго Іст-Ратерфорд Гаррісон (Нью-Джерсі) Ландовер Маямі-Ґарденс Міннеаполіс Пасадена (Каліфорнія) Філадельфія Піттсбург Сан-Дієго Санта-Клара (Каліфорнія)Міжнародний кубок чемпіонів 2018 (США) | Енн-Арбор Арлінгтон Карсон (Каліфорнія) Шарлотт (Північна Кароліна) Чикаго Іст-Ратерфорд Гаррісон (Нью-Джерсі) Ландовер Маямі-Ґарденс Міннеаполіс Пасадена (Каліфорнія) Філадельфія Піттсбург Сан-Дієго Санта-Клара (Каліфорнія)Міжнародний кубок чемпіонів 2018 (США) | Енн-Арбор Арлінгтон Карсон (Каліфорнія) Шарлотт (Північна Кароліна) Чикаго Іст-Ратерфорд Гаррісон (Нью-Джерсі) Ландовер Маямі-Ґарденс Міннеаполіс Пасадена (Каліфорнія) Філадельфія Піттсбург Сан-Дієго Санта-Клара (Каліфорнія)Міжнародний кубок чемпіонів 2018 (США) | Енн-Арбор Арлінгтон Карсон (Каліфорнія) Шарлотт (Північна Кароліна) Чикаго Іст-Ратерфорд Гаррісон (Нью-Джерсі) Ландовер Маямі-Ґарденс Міннеаполіс Пасадена (Каліфорнія) Філадельфія Піттсбург Сан-Дієго Санта-Клара (Каліфорнія)Міжнародний кубок чемпіонів 2018 (США) | Місткість: 82,000 |
|                    | Енн-Арбор Арлінгтон Карсон (Каліфорнія) Шарлотт (Північна Кароліна) Чикаго Іст-Ратерфорд Гаррісон (Нью-Джерсі) Ландовер Маямі-Ґарденс Міннеаполіс Пасадена (Каліфорнія) Філадельфія Піттсбург Сан-Дієго Санта-Клара (Каліфорнія)Міжнародний кубок чемпіонів 2018 (США) | Енн-Арбор Арлінгтон Карсон (Каліфорнія) Шарлотт (Північна Кароліна) Чикаго Іст-Ратерфорд Гаррісон (Нью-Джерсі) Ландовер Маямі-Ґарденс Міннеаполіс Пасадена (Каліфорнія) Філадельфія Піттсбург Сан-Дієго Санта-Клара (Каліфорнія)Міжнародний кубок чемпіонів 2018 (США) | Енн-Арбор Арлінгтон Карсон (Каліфорнія) Шарлотт (Північна Кароліна) Чикаго Іст-Ратерфорд Гаррісон (Нью-Джерсі) Ландовер Маямі-Ґарденс Міннеаполіс Пасадена (Каліфорнія) Філадельфія Піттсбург Сан-Дієго Санта-Клара (Каліфорнія)Міжнародний кубок чемпіонів 2018 (США) | Енн-Арбор Арлінгтон Карсон (Каліфорнія) Шарлотт (Північна Кароліна) Чикаго Іст-Ратерфорд Гаррісон (Нью-Джерсі) Ландовер Маямі-Ґарденс Міннеаполіс Пасадена (Каліфорнія) Філадельфія Піттсбург Сан-Дієго Санта-Клара (Каліфорнія)Міжнародний кубок чемпіонів 2018 (США) |                   |
| Маямі-Ґарденс      | Енн-Арбор Арлінгтон Карсон (Каліфорнія) Шарлотт (Північна Кароліна) Чикаго Іст-Ратерфорд Гаррісон (Нью-Джерсі) Ландовер Маямі-Ґарденс Міннеаполіс Пасадена (Каліфорнія) Філадельфія Піттсбург Сан-Дієго Санта-Клара (Каліфорнія)Міжнародний кубок чемпіонів 2018 (США) | Енн-Арбор Арлінгтон Карсон (Каліфорнія) Шарлотт (Північна Кароліна) Чикаго Іст-Ратерфорд Гаррісон (Нью-Джерсі) Ландовер Маямі-Ґарденс Міннеаполіс Пасадена (Каліфорнія) Філадельфія Піттсбург Сан-Дієго Санта-Клара (Каліфорнія)Міжнародний кубок чемпіонів 2018 (США) | Енн-Арбор Арлінгтон Карсон (Каліфорнія) Шарлотт (Північна Кароліна) Чикаго Іст-Ратерфорд Гаррісон (Нью-Джерсі) Ландовер Маямі-Ґарденс Міннеаполіс Пасадена (Каліфорнія) Філадельфія Піттсбург Сан-Дієго Санта-Клара (Каліфорнія)Міжнародний кубок чемпіонів 2018 (США) | Енн-Арбор Арлінгтон Карсон (Каліфорнія) Шарлотт (Північна Кароліна) Чикаго Іст-Ратерфорд Гаррісон (Нью-Джерсі) Ландовер Маямі-Ґарденс Міннеаполіс Пасадена (Каліфорнія) Філадельфія Піттсбург Сан-Дієго Санта-Клара (Каліфорнія)Міжнародний кубок чемпіонів 2018 (США) |                   |
| Хард Рок Стедіум   | Енн-Арбор Арлінгтон Карсон (Каліфорнія) Шарлотт (Північна Кароліна) Чикаго Іст-Ратерфорд Гаррісон (Нью-Джерсі) Ландовер Маямі-Ґарденс Міннеаполіс Пасадена (Каліфорнія) Філадельфія Піттсбург Сан-Дієго Санта-Клара (Каліфорнія)Міжнародний кубок чемпіонів 2018 (США) | Енн-Арбор Арлінгтон Карсон (Каліфорнія) Шарлотт (Північна Кароліна) Чикаго Іст-Ратерфорд Гаррісон (Нью-Джерсі) Ландовер Маямі-Ґарденс Міннеаполіс Пасадена (Каліфорнія) Філадельфія Піттсбург Сан-Дієго Санта-Клара (Каліфорнія)Міжнародний кубок чемпіонів 2018 (США) | Енн-Арбор Арлінгтон Карсон (Каліфорнія) Шарлотт (Північна Кароліна) Чикаго Іст-Ратерфорд Гаррісон (Нью-Джерсі) Ландовер Маямі-Ґарденс Міннеаполіс Пасадена (Каліфорнія) Філадельфія Піттсбург Сан-Дієго Санта-Клара (Каліфорнія)Міжнародний кубок чемпіонів 2018 (США) | Енн-Арбор Арлінгтон Карсон (Каліфорнія) Шарлотт (Північна Кароліна) Чикаго Іст-Ратерфорд Гаррісон (Нью-Джерсі) Ландовер Маямі-Ґарденс Міннеаполіс Пасадена (Каліфорнія) Філадельфія Піттсбург Сан-Дієго Санта-Клара (Каліфорнія)Міжнародний кубок чемпіонів 2018 (США) |                   |
| Місткість: 64,767  | Енн-Арбор Арлінгтон Карсон (Каліфорнія) Шарлотт (Північна Кароліна) Чикаго Іст-Ратерфорд Гаррісон (Нью-Джерсі) Ландовер Маямі-Ґарденс Міннеаполіс Пасадена (Каліфорнія) Філадельфія Піттсбург Сан-Дієго Санта-Клара (Каліфорнія)Міжнародний кубок чемпіонів 2018 (США) | Енн-Арбор Арлінгтон Карсон (Каліфорнія) Шарлотт (Північна Кароліна) Чикаго Іст-Ратерфорд Гаррісон (Нью-Джерсі) Ландовер Маямі-Ґарденс Міннеаполіс Пасадена (Каліфорнія) Філадельфія Піттсбург Сан-Дієго Санта-Клара (Каліфорнія)Міжнародний кубок чемпіонів 2018 (США) | Енн-Арбор Арлінгтон Карсон (Каліфорнія) Шарлотт (Північна Кароліна) Чикаго Іст-Ратерфорд Гаррісон (Нью-Джерсі) Ландовер Маямі-Ґарденс Міннеаполіс Пасадена (Каліфорнія) Філадельфія Піттсбург Сан-Дієго Санта-Клара (Каліфорнія)Міжнародний кубок чемпіонів 2018 (США) | Енн-Арбор Арлінгтон Карсон (Каліфорнія) Шарлотт (Північна Кароліна) Чикаго Іст-Ратерфорд Гаррісон (Нью-Джерсі) Ландовер Маямі-Ґарденс Міннеаполіс Пасадена (Каліфорнія) Філадельфія Піттсбург Сан-Дієго Санта-Клара (Каліфорнія)Міжнародний кубок чемпіонів 2018 (США) |                   |
|                    | Енн-Арбор Арлінгтон Карсон (Каліфорнія) Шарлотт (Північна Кароліна) Чикаго Іст-Ратерфорд Гаррісон (Нью-Джерсі) Ландовер Маямі-Ґарденс Міннеаполіс Пасадена (Каліфорнія) Філадельфія Піттсбург Сан-Дієго Санта-Клара (Каліфорнія)Міжнародний кубок чемпіонів 2018 (США) | Енн-Арбор Арлінгтон Карсон (Каліфорнія) Шарлотт (Північна Кароліна) Чикаго Іст-Ратерфорд Гаррісон (Нью-Джерсі) Ландовер Маямі-Ґарденс Міннеаполіс Пасадена (Каліфорнія) Філадельфія Піттсбург Сан-Дієго Санта-Клара (Каліфорнія)Міжнародний кубок чемпіонів 2018 (США) | Енн-Арбор Арлінгтон Карсон (Каліфорнія) Шарлотт (Північна Кароліна) Чикаго Іст-Ратерфорд Гаррісон (Нью-Джерсі) Ландовер Маямі-Ґарденс Міннеаполіс Пасадена (Каліфорнія) Філадельфія Піттсбург Сан-Дієго Санта-Клара (Каліфорнія)Міжнародний кубок чемпіонів 2018 (США) | Енн-Арбор Арлінгтон Карсон (Каліфорнія) Шарлотт (Північна Кароліна) Чикаго Іст-Ратерфорд Гаррісон (Нью-Джерсі) Ландовер Маямі-Ґарденс Міннеаполіс Пасадена (Каліфорнія) Філадельфія Піттсбург Сан-Дієго Санта-Клара (Каліфорнія)Міжнародний кубок чемпіонів 2018 (США) |                   |
| Міннеаполіс        | Пасадена | Філадельфія | Піттсбург | Сан-Дієго | Санта-Клара       |
| Ю Ес Бенк Стедіум  | Роуз Боул | Лінкольн Файненшл Філд | Хайнц Філд | Куалкомм Стедіум | Левайс Стедіум    |
| Місткість: 66,655  | Місткість: 90,888 | Місткість: 69,176 | Місткість: 69,690 | Місткість: 70,561 | Місткість: 68,500 |
|                    | | | | |                   |

| Дублін               | Фару-Лоле                                                          | Клагенфурт-ам-Вертерзеє                                            |
| -------------------- | ------------------------------------------------------------------ | ------------------------------------------------------------------ |
| Авіва-Стедіум        | Ештадіу ду Алгарве                                                 | Вертерзее-Штадіон                                                  |
| Місткість: 51,700    | Місткість: 30,305                                                  | Місткість: 32,000                                                  |
|                      |                                                                    |                                                                    |
| Лечче                | Дублін Фару-Лоле Клагенфурт-ам-Вертерзеє Лечче Лондон Мадрид Ніцца | Дублін Фару-Лоле Клагенфурт-ам-Вертерзеє Лечче Лондон Мадрид Ніцца |
| Стадіо Віа Даль Маре | Дублін Фару-Лоле Клагенфурт-ам-Вертерзеє Лечче Лондон Мадрид Ніцца | Дублін Фару-Лоле Клагенфурт-ам-Вертерзеє Лечче Лондон Мадрид Ніцца |
| Місткість: 40,670    | Дублін Фару-Лоле Клагенфурт-ам-Вертерзеє Лечче Лондон Мадрид Ніцца | Дублін Фару-Лоле Клагенфурт-ам-Вертерзеє Лечче Лондон Мадрид Ніцца |
|                      | Дублін Фару-Лоле Клагенфурт-ам-Вертерзеє Лечче Лондон Мадрид Ніцца | Дублін Фару-Лоле Клагенфурт-ам-Вертерзеє Лечче Лондон Мадрид Ніцца |
| Лондон               | Мадрид                                                             | Ніцца                                                              |
| Стемфорд Бридж       | Ванда Метрополітано                                                | Альянц Рив'єра                                                     |
| Місткість: 41,631    | Місткість: 67,703                                                  | Місткість: 35,624                                                  |
|                      |                                                                    |                                                                    |

| Келланг              | Келланг |
| -------------------- | ------- |
| Національний стадіон | Келланг |
| Місткість: 55,000    | Келланг |
|                      | Келланг |

## Матчі
Календар матчів було представлено 17 квітня 2018 року. Після відмови іспанської Севільї виступати на турнірі календар було оновлено 18 червня. Кожна команда мала зіграти 3 матчі. Загалом на турнірі мало відбутися 27 матчів.

### Липень
| 20 липня 2018 20:05 CDT |

| Манчестер Сіті | 0–1      | Боруссія (Дортмунд)    |
| -------------- | -------- | ---------------------- |
|                | Протокол | Маріо Гетце 28' (пен.) |

| Солджер-філд, Чикаго Глядачів: 34,629 Арбітр: Армандо Вілл'ярреал (США) |

| 21 липня 2018 16:05 CEST |

| Баварія                                                | 3–1      | Парі Сен-Жермен  |
| ------------------------------------------------------ | -------- | ---------------- |
| Хаві Мартінес 60' Ренату Санчеш 68' Джошуа Зіаказі 78' | Протокол | - Тімоті Веа 31' |

| Вертерзее-Штадіон, Клагенфурт-ам-Вертерзеє Глядачів: 22,300 Арбітр: Александер Гаркам (Австрія) |

| 22 липня 2018 16:05 EDT |

| Ліверпуль            | 1–3      | Боруссія (Дортмунд)                                      |
| -------------------- | -------- | -------------------------------------------------------- |
| Вірджіл ван Дейк 25' | Протокол | Крістіан Пулишич 66' (пен.), 89' Якоб Бруун Ларсен 90+3' |

| Бенк оф Америка Стедіум, Шарлотт Глядачів: 55,447 Арбітр: Аллен Чепмен (США) |

| 25 липня 2018 19:05 EDT |

| Ювентус                 | 2–0      | Баварія |
| ----------------------- | -------- | ------- |
| Андреа Фавіллі 32', 40' | Протокол |         |

| Лінкольн Файненшл філд, Філадельфія Глядачів: 32,105 Арбітр: Кріс Пенсо (США) |

| 25 липня 2018 20:05 EDT |

| Боруссія (Дортмунд)         | 2–2      | Бенфіка                            |
| --------------------------- | -------- | ---------------------------------- |
| Максиміліан Філіпп 20', 22' | Протокол | Андре Алмейда 51' Альфа Семедо 69' |

| Хайнц Філд, Піттсбург Глядачів: 16,171 Арбітр: Німа Сагафі (США) |

|                                                                        |       | Пенальті                                                                     |  |
| Маріус Вольф · Гомес · Дженіс Бурніч · Джейдон Санчо · Александер Ісак | 3 — 4 | Крістіан Лема · Жонас · Факундо Феррейра · Андреас Самаріс · Едуардо Сальвіо |  |

| 25 липня 2018 20:00 EDT |

| Манчестер Сіті | 1–2      | Ліверпуль                                  |
| -------------- | -------- | ------------------------------------------ |
| Лерой Сане 57' | Протокол | Мохаммед Салах 63' Садіо Мане 90+4' (пен.) |

| Мет-Лайф Стедіум, Іст-Ратерфорд Глядачів: 52,635 Арбітр: Сорін Стойка (США) |

| 25 липня 2018 19:05 PDT |

| Рома          | 1–4      | Тоттенгем Готспур                              |
| ------------- | -------- | ---------------------------------------------- |
| Патрік Шик 3' | Протокол | Фернандо Льоренте 9', 18' Лукас Моура 28', 44' |

| Куалкомм Стедіум, Сан-Дієго Глядачів: 18,861 Арбітр: Алехандро Маріскаль (США) |

| 25 липня 2018 20:05 PDT |

| Мілан    | 1–1      | Манчестер Юнайтед  |
| -------- | -------- | ------------------ |
| Сусо 15' | Протокол | Алексіс Санчес 12' |

| СтабХаб Центр, Карсон Глядачів: 21,742 Арбітр: Балдомеро Толедо (США) |

| |       | Пенальті |  |
| Хакан Чалханоглу · Фабіо Боріні · Франк Кесс'є · Сусо · Пепе Рейна · Алессіо Романьйолі · Давіде Калабріа · Нікола Калініч · Матео Мусаккіо · Хосе Маурі · Лука Антонеллі · Хакан Чалханоглу · Франк Кесс'є | 8 — 9 | Андрес Перейра · Андер Еррера · Алексіс Санчес · Скотт Мактоміней · Жоел Перейра · Ерік Бертран Байї · Кріс Смоллінг · Аксель Туанзебе · Тімоті Фосу-Менса · Ітан Гавмільтон · Маттео Дарміан · Андрес Перейра · Андер Еррера |  |

| 26 липня 2018 19:35 SGT |

| Атлетіко Мадрид    | 1–1      | Арсенал             |
| ------------------ | -------- | ------------------- |
| Лусіано В'єтто 41' | Протокол | Еміль Сміт Рове 47' |

| Національний стадіон, Келланг Глядачів: 23,095 Арбітр: Ахмад А'Каша (Сингапур) |

|                                                                      |       | Пенальті                                                           |  |
| Анхель Корреа · Родрі · Борха Гарсес · Віктор Мол'єхо · Антоніо Адан | 3 — 1 | Генріх Мхітарян · Джо Віллкок · Ейнслі Мейтленд-Найлз · Едді Нкетя |  |

| 28 липня 2018 19:35 SGT |

| Арсенал                                                                     | 5–1      | Парі Сен-Жермен             |
| --------------------------------------------------------------------------- | -------- | --------------------------- |
| Месут Озіл 13' Александр Ляказетт 67', 71' Роб Голдінг 87' Едді Нкетя 90+4' | Протокол | Крістофер Нкунку 60' (пен.) |

| Національний стадіон, Келланг Глядачів: 50,308 Арбітр: Натан Чан (Сінгапур) |

| 28 липня 2018 13:05 EDT |

| Бенфіка             | 1–1      | Ювентус           |
| ------------------- | -------- | ----------------- |
| Алекс Грімальдо 65' | Протокол | Лука Клеменца 84' |

| Ред Булл Арена, Гаррісон Глядачів: 24,194 Арбітр: Хосе Карлос Ріверо (США) |

|                                                     |       | Пенальті                                              |  |
| Китон Паркс · Жонас · Андреас Самаріс · Жоао Фелікс | 2 — 4 | Fagioli · Емре Кхен · Стефано Белтраме · Алекс Сандро |  |

| 28 липня 2018 20:05 CEST |

| Челсі             | 1–1      | Інтернаціонале          |
| ----------------- | -------- | ----------------------- |
| Педро Родрігес 8' | Протокол | Роберто Гагльярдіні 49' |

| Альянц Рив'єра, Ніцца Арбітр: Ніколас Рейнвілль (Франція) |

|                                                                                 |       | Пенальті                                                                               |  |
| Жоржиньйо · Денні Дрінквотер · Віктор Мозес · Таммі Абрахам · Сесар Аспілікуета | 5 — 4 | Андреа Ранокк'я · Роберто Гагльярдіні · Лаутаро Мартінес · Мілан Шкриняр · * Ян Карамо |  |

| 28 липня 2018 17:05 EDT |

| Манчестер Юнайтед   | 1–4      | Ліверпуль                                                                        |
| ------------------- | -------- | -------------------------------------------------------------------------------- |
| Андреас Перейра 31' | Протокол | Садіо Мане 28' (пен.) Деніел Старрідж 66' Шеї Оджо 74' (пен.) Джердан Шакірі 82' |

| Мічиган Стедіум, Енн-Арбор Глядачів: 101,254 Арбітр: Ісмаїл Ельфат (США) |

| 28 липня 2018 19:05 EDT |

| Баварія                             | 2–3      | Манчестер Сіті                             |
| ----------------------------------- | -------- | ------------------------------------------ |
| Мерітан Шабані 15' Ар'єн Роббен 24' | Протокол | Бернарду Сілва 45+1', 70' Лукаш Енмеха 51' |

| Хард Рок Стедіум, Маямі-Ґарденс Глядачів: 29,195 Арбітр: Тед Ункель (США) |

| 28 липня 2018 20:05 PDT |

| Барселона                       | 2–2      | Тоттенгем Готспур             |
| ------------------------------- | -------- | ----------------------------- |
| Мунір Ель-Хаддаді 15' Артур 29' | Протокол | Сон 73' Жорж-Кевін Н'Куду 75' |

| Роуз Боул, Пасадена Глядачів: 66,805 Арбітр: Кевін Стотт (США) |

|                                                      |       | Пенальті                                            |  |
| Серхі Паленсія · Абель Руіс · Мончу · Riqui · Малком | 5 — 3 | Сон · Бен Дейвіс · Ентоні Георгіу · Давінсон Санчес |  |

| 30 липня 2018 19:35 SGT |

| Парі Сен-Жермен                                                | 3–2      | Атлетіко Мадрид                           |
| -------------------------------------------------------------- | -------- | ----------------------------------------- |
| Крістофер Нкунку 32' Мусса Діабі 71' Вірджиліу Постолачі 90+2' | Протокол | Віктор Мол'єхо 75' Антуан Бернед 86' (аг) |

| Національний стадіон, Келланг Глядачів: 50,038 Арбітр: Мухаммад Такі (Сінгапур) |

| 31 липня 2018 20:05 EDT |

| Манчестер Юнайтед                   | 2–1      | Реал Мадрид         |
| ----------------------------------- | -------- | ------------------- |
| Алексіс Санчес 18' Андер Еррера 27' | Протокол | Карім Бензема 45+3' |

| Хард Рок Стедіум, Маямі-Ґарденс Глядачів: 64,141 Арбітр: Аллен Чепмен (США) |

| 31 липня 2018 19:35 CDT |

| Тоттенгем Готспур     | 1–0      | Мілан |
| --------------------- | -------- | ----- |
| Жорж-Кевін Н'Куду 47' | Протокол |       |

| Ю Ес Бенк Стедіум, Міннеаполіс Глядачів: 31,264 Арбітр: Ісмаїл Ельфат (США) |

| 31 липня 2018 21:05 CDT |

| Барселона             | 2–4      | Рома                                                                                        |
| --------------------- | -------- | ------------------------------------------------------------------------------------------- |
| Рафінья 6' Малком 49' | Протокол | Стефан Ель-Шаараві 35' Алессандро Флоренці 78' Бріан Крістанте 83' Дієго Перотті 86' (пен.) |

| AT&T Стедіум, Арлінгтон, Техас Глядачів: 54,726 Арбітр: Хосе Карлос Ріверо (США) |

### Серпень
| 1 серпня 2018 20:05 IST |

| Арсенал                  | 1–1      | Челсі              |
| ------------------------ | -------- | ------------------ |
| Александр Ляказетт 90+3' | Протокол | Антоніо Рюдігер 5' |

| Авіва-Стедіум, Дублін Глядачів: 46,002 Арбітр: Пол Маклафлін (Ірландія) |

| |       | Пенальті                                                                                             |  |
| Александр Ляказетт · Ріс Нелсон · Маттео Гендузі · Ейнслі Мейтленд-Найлз · Месут Озіл · Алекс Івобі | 6 — 5 | Денні Дрінквотер · Таммі Абрагам · Віктор Мозес · Емерсон Палміері · Лукас Піазон · Рубен Лофтус-Чік |  |

| 1 серпня 2018 21:05 WEST |

| Бенфіка                    | 2–3      | Олімпік Ліон                                     |
| -------------------------- | -------- | ------------------------------------------------ |
| Піцці 59' Марсело 64' (аг) | Протокол | Марсело 40' Бертран Траоре 45' Мартін Терр'є 83' |

| Ештадіу ду Алгарве, Фару-Лоле Глядачів: 17,510 Арбітр: Елдер Малейро (Португалія) |

| 4 серпня 2018 20:00 CEST |

| Інтернаціонале       | 1–0      | Олімпік Ліон |
| -------------------- | -------- | ------------ |
| Лаутаро Мартінес 52' | Протокол |              |

| Стадіо Віа Даль Маре, Лечче Арбітр: Марко Ді Белло (Італія) |

| 4 серпня 2018 18:05 EDT |

| Реал Мадрид                           | 3–1      | Ювентус                    |
| ------------------------------------- | -------- | -------------------------- |
| Гарет Бейл 39' Марко Асенсіо 47', 56' | Протокол | Данієль Карвахаль 12' (аг) |

| FedEx Філд, Ландовер, Меріленд Глядачів: 71,597 Арбітр: Роберт Сібіга (США) |

| 4 серпня 2018 17:05 PDT |

| Milan                   | 1–0      | Barcelona |
| ----------------------- | -------- | --------- |
| Андре Мігел Сілва 90+3' | Протокол |           |

| Левайс Стедіум, Санта-Клара Глядачів: 51,391 Арбітр: Балдомеро Толедо (США) |

| 7 серпня 2018 20:05 BST |

| Челсі | 0–0      | Олімпік Ліон |
| ----- | -------- | ------------ |
|       | Протокол |              |

| Стемфорд Бридж, Лондон Глядачів: 18,457 Арбітр: Пол Тірні (Англія) |

|                                                                           |       | Пенальті                                                              |  |
| Жоржиньйо · Росс Барклі · Маркос Алонсо · Сесар Аспілікуета · Еден Азар · | 5 — 4 | Жордан Феррі · Марсело · Амін Гуірі · Кенні Тете · Папе Шейк Діоп Гуе |  |

| 7 серпня 2018 20:05 EDT |

| Реал Мадрид                     | 2–1      | Рома               |
| ------------------------------- | -------- | ------------------ |
| Марко Асенсіо 2' Гарет Бейл 15' | Протокол | Кевін Стротман 83' |

| Мет-Лайф Стедіум, Іст-Ратерфорд Глядачів: 51,528 Арбітр: Марк Гейгер (США) |

| 11 серпня 2018 21:05 CEST |

| Атлетіко (Мадрид) | 0–1      | Інтернаціонале       |
| ----------------- | -------- | -------------------- |
|                   | Протокол | Лаутаро Мартінес 31' |

| Ванда Метрополітано, Мадрид Глядачів: 23,427 Арбітр: Алехандро Ернандес Ернандес (Іспанія) |

## Підсумкова таблиця
За правилами турніру розподіл місць визначався за результатами 3 матчів кожної команди. Переможцем Міжнародного кубку чемпіонів стала команда, що посіла перше місце в таблиці. Кожна команда за перемогу в основний час отримала три бали, за перемогу у серії післяматчових пенальті — два бали, за поразку у серії пенальті — один бал.
| Поз | Команда               | М | В | ВП | ПП | П | ГЗ | ГП | Різ | О |
| --- | --------------------- | - | - | -- | -- | - | -- | -- | --- | - |
| 1   | Тоттенгем Готспур (C) | 3 | 2 | 0  | 1  | 0 | 7  | 3  | +4  | 7 |
| 2   | Боруссія Дортмунд     | 3 | 2 | 0  | 1  | 0 | 6  | 3  | +3  | 7 |
| 3   | Інтернаціонале        | 3 | 2 | 0  | 1  | 0 | 3  | 1  | +2  | 7 |
| 4   | Арсенал               | 3 | 1 | 1  | 1  | 0 | 7  | 3  | +4  | 6 |
| 5   | Ліверпуль             | 3 | 2 | 0  | 0  | 1 | 7  | 5  | +2  | 6 |
| 6   | Реал Мадрид           | 3 | 2 | 0  | 0  | 1 | 6  | 4  | +2  | 6 |
| 7   | Ювентус               | 3 | 1 | 1  | 0  | 1 | 4  | 4  | 0   | 5 |
| 8   | Челсі                 | 3 | 0 | 2  | 1  | 0 | 2  | 2  | 0   | 5 |
| 9   | Манчестер Юнайтед     | 3 | 1 | 1  | 0  | 1 | 4  | 6  | −2  | 5 |
| 10  | Олімпік Ліон          | 3 | 1 | 0  | 1  | 1 | 3  | 3  | 0   | 4 |
| 11  | Мілан                 | 3 | 1 | 0  | 1  | 1 | 2  | 2  | 0   | 4 |
| 12  | Бенфіка               | 3 | 0 | 1  | 1  | 1 | 5  | 6  | −1  | 3 |
| 13  | Баварія Мюнхен        | 3 | 1 | 0  | 0  | 2 | 5  | 6  | −1  | 3 |
| 14  | Манчестер Сіті        | 3 | 1 | 0  | 0  | 2 | 4  | 5  | −1  | 3 |
| 15  | Рома                  | 3 | 1 | 0  | 0  | 2 | 6  | 8  | −2  | 3 |
| 16  | Парі Сен-Жермен       | 3 | 1 | 0  | 0  | 2 | 5  | 10 | −5  | 3 |
| 17  | Атлетіко Мадрид       | 3 | 0 | 1  | 0  | 2 | 3  | 4  | −1  | 2 |
| 18  | Барселона             | 3 | 0 | 1  | 0  | 2 | 4  | 7  | −3  | 2 |

1. 1 2  Очки проти спільного суперника (Ювентус): Бенфіка 1, Баварія Мюнхен 0.